# Golpe de Estado na Bolívia em 1971
O Golpe de Estado na Bolívia em 1971 foi um golpe militar na Bolívia encabeçado pelo coronel Hugo Banzer, que em agosto de 1971 derrubou o governo de esquerda de Juan José Torres, iniciando um regime autoritário de 7 anos conhecido como Banzerato.

## Antecedentes
Após a repentina morte de René Barrientos em 1969, ascende uma crise política na Bolívia. Seu vice, Siles Salinas foi deposto por Alfredo Ovando. Um ano depois, Ovando foi derrocado por um golpe e o general Juan José Torres foi nomeado presidente.
O governo de Torres tomou uma postura "antiimperialista" e se aliou com setores de esquerda. Uma tentativa de golpe contra o regime Torres ocorreu em janeiro de 1971, liderada pelo coronel Hugo Banzer, que após isso foi exilado para a Argentina.

## Golpe

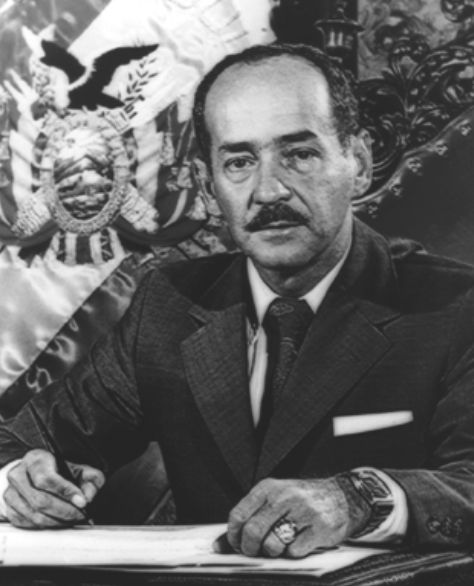
O coronel Banzer

Em 18 de agosto, o coronel Hugo Banzer retorna clandestinamente à Bolívia, mas é detido junto de 30 pessoas por "subversão"; sendo conduzido para La Paz.
No dia seguinte, 19 de agosto, eclode uma rebelião em Santa Cruz impulsada pela Frente Popular Nacionalista, movimento composto por militares e os partidos Movimento Nacionalista Revolucionário (MNR) e a Falange Socialista Boliviana (FSB). Os insurgentes alegadamente libertam Banzer da prisão e tomam estações de rádio, proclamando Banzer como o novo presidente. Em retaliação, o presidente Torres manda seus partidários reprimirem a rebelião.
Os aliados militares de Torres desertaram de seu lado, o único que permaneceu leal até o final sendo o major Rubén Sánchez. Em 21 de agosto, Torres é forçado a fugir e os rebeldes tomam o palácio presidencial. Assume o poder uma junta militar composta por Jaime Florentino Mendieta, Andrés Selich e Hugo Banzer. Em 22 de agosto a junta empossa formalmente Banzer como presidente, tendo o apoio do MNR e FSB.
Foi concedido exílio a Torres e membros de seu governo, com Torres primeiramente optando pelo exílio no Peru. Posteriormente, se exilou na Argentina onde viveu até ser assassinado em junho de 1976, no contexto da Operação Condor.